# Eroilor (métro de Bucarest)
Eroilor (en français : Héros) est une station de métro roumaine des lignes M1 et M3 du métro de Bucarest. Elle est située au croisement du boulevard Eroilor avec la Splaiul Independentei qui longe la rivière Dâmbovița, dans le quartier Cotroceni, Sector 5, à l'ouest du centre-ville de Bucarest. Elle dessert notamment l'Opéra national de Bucarest, l'Université de médecine et pharmacie Carol Davila et le Stade Cotroceni, résidence du club de football FC Progresul Bucarest.
Elle est mise en service en 1979 sur la ligne M1 et devient une station de bifurcation des lignes M1 et M2 en 1983.
Exploitée par Metrorex elle est desservie par les rames des lignes M1 et M3 qui circulent quotidiennement entre 5 h 0 et 23 h 0 (heure de départ des terminus). À proximité des arrêts sont desservis par de nombreuses lignes de bus.

## Situation sur le réseau

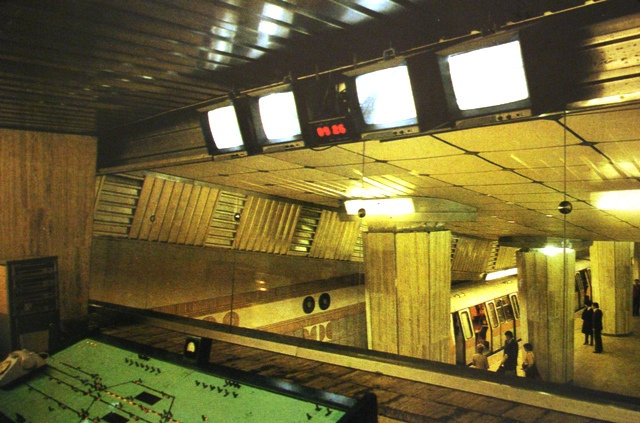
Le centre de gestion des circulations.

Établie en souterrain, la station de bifurcation Eroilor marque l'une des extrémités du tronçon commun aux lignes M1 et M3.
Sur la ligne M1 elle est située entre les stations Grozăvești (métro de Bucarest), en direction de Dristor, et Izvor, en direction de Pantelimon. Sur la ligne M3 elle est située entre les stations de Politehnica, en direction de Preciziei, et Izvor, en direction d'Anghel Saligny.
Du fait de sa situation sur le réseau elle dispose de trois voies à quai (un central et un latéral) et de deux voies de service.

## Histoire
La station « Eroilor » est mise en service le 16 novembre 1979, lors de l'ouverture à l'exploitation du premier tronçon du métro de Timpuri Noi à Semanatoarea (ancien nom de la station terminus Petrache Poenaru).
Le 19 août 1983, elle devient une station de bifurcation lors de l'ouverture de la branche d'Eroilor à Industriilor (ancien nom de la station terminus Preciziei).

## Service des voyageurs

### Accueil
La station dispose de deux bouches, sans superstructure, à l'angle du boulevard Eroilor et de Splaiul Independentei et à l'angle du boulevard Eroiii Sanitari et de Splaiul Independentei. Des escaliers, ou des ascenseurs pour les personnes à mobilité réduite, permettent de rejoindre la salle des guichets et des automates pour l'achat des titres de transport (un ticket est utilisable pour un voyage sur l'ensemble du réseau métropolitain).

### Desserte
À la station Eroilor la desserte quotidienne débute avec le départ, des stations terminus, de la première rame à 5 h 0 et se termine avec le départ, des stations terminus, de la dernière rame à 23 h 0.

### Intermodalité
Des arrêts de bus sont situés à proximité. Près de la première bouche les arrêts sur le boulevard Eroilor sont desservis par des bus (lignes 122, 137, 168, 196, 226, 368, et N116), et l'arrêt sur le Splaiul Independentei est desservi par des bus (lignes 104, 123, 163, N110 et N115). Pour la seconde bouche les arrêts sur le boulevard Eroiii Sanitari sont desservis par des bus (lignes 61, 69 et 90).